# Saxo de Vandel
Saxo de Vandel, född 1 mars 2006, är en fransk varmblodig travhäst. Han tränades av Thierry Duvaldestin och kördes av Éric Raffin.
Saxo de Vandel började tävla i november 2008 och inledde med en seger. Han sprang under sin karriär in 755 450 euro på 27 starter, varav 8 segrar, 8 andraplats och 2 tredjeplats. Han tog tog karriärens största segrar i Prix de l'Étoile (2009) och Prix de Sélection (2010). Han vann även Prix Paul Karle (2009), Prix Piérre Plazen (2009), Prix Victor Régis (2009), Prix de Tonnac-Villeneuve (2010). Han kom även på andraplats i Prix Léopold Verroken (2009), Prix Paul-Viel (2009), Prix de Berlin (2009), Prix Henri Cravoisier (2009), Prix Abel Bassigny (2009), Critérium des 3 ans (2009) och Prix Éphrem Houel (2010) och på tredjeplats i Europeiskt treåringschampionat (2009), Prix Jacques de Vaulogé (2009).

## Statistik
| Statistik för Saxo de Vandel (Ref.) | Statistik för Saxo de Vandel (Ref.) | Statistik för Saxo de Vandel (Ref.) | Statistik för Saxo de Vandel (Ref.) | Statistik för Saxo de Vandel (Ref.) | Statistik för Saxo de Vandel (Ref.) |
| ----------------------------------- | ----------------------------------- | ----------------------------------- | ----------------------------------- | ----------------------------------- | ----------------------------------- |
| Starter                             | Placeringar                         | Startprissumma                      | Segerprocent                        | Platsprocent                        | Rekord                              |
| 27                                  | 8-8-2                               | 755 450 euro                        | 30 %                                | 67 %                                | 1.11,8ak,                           |

### Större segrar
| År   | Lopp                      | Kusk                | Vinstbelopp | Grupp   |
| ---- | ------------------------- | ------------------- | ----------- | ------- |
| 2009 | Prix Paul Karle           | Thierry Duvaldestin | 55 000 EUR  | Grupp 2 |
| 2009 | Prix Piérre Plazen        | Thierry Duvaldestin | 55 000 EUR  | Grupp 2 |
| 2009 | Prix Victor Régis         | Thierry Duvaldestin | 55 000 EUR  | Grupp 2 |
| 2009 | Prix de l'Étoile          | Éric Raffin         | 120 000 EUR | Grupp 1 |
| 2010 | Prix de Tonnac-Villeneuve | Éric Raffin         | 55 000 EUR  | Grupp 2 |
| 2010 | Prix de Sélection         | Éric Raffin         | 120 000 EUR | Grupp 1 |